# Taurus PT92
Taurus PT92 là một loại súng ngắn bán tự động sử dụng cơ chế hoạt động đơn/kép được sản xuất bởi Taurus tại nhà máy Beretta trước đây ở São Paulo, Brazil.

## Lịch sử và chế tạo
Năm 1974, một hợp đồng lớn cho Beretta 92 đã được quân đội Brazil đưa ra, theo đó Beretta đã thiết lập một nhà máy ở São Leopoldo, Rio Grande và Sul, Brazil. Nhà máy này sau đó được bán cho nhà sản xuất súng Brazil Taurus (Forjas Taurus S / A) . Vào năm 1980, sau khi hợp đồng hết hạn. Ngay sau đó, Taurus bắt đầu sử dụng máy móc Beretta ban đầu để chế tạo súng lục của riêng họ, đây là bản sao của thiết kế Beretta 92 ban đầu, không được sản xuất vào thời điểm đó. Họ đã làm điều này mà không cần giấy phép và họ cũng không phải trả tiền bản quyền, vì bằng sáng chế đã hết hạn. [1]

## Thiết kế
Giống như Beretta, Taurus PT92 sử dụng thiết kế nắp trượt mở, nơi phần trên của nắp trượt được cắt đi để lộ phần lớn nòng súng. PT92 ban đầu (về hầu hết các khía cạnh) giống hệt như Beretta 92 ban đầu, mặc dù nó cũng khác thường về thời gian ở chỗ nó có bộ phận bảo vệ kích hoạt hình vuông để hỗ trợ ngón trỏ của tay đối diện khi bắn, một tính năng sau đó đã được giới thiệu đến Beretta 92 với kiểu 92SB-F (92F) vào năm 1985. Taurus PT92 rẻ hơn Beretta 92 trong hầu hết các trường hợp. Taurus PT92 đã trải qua nhiều lần sửa đổi thiết kế kể từ khi nó được sản xuất lần đầu vào đầu những năm 1980. Ban đầu, các mô hình rất sớm của PT92 (được sản xuất từ năm 1982 đến năm 1983) là bản sao gần chính xác của chiếc Beretta 92 ban đầu, có tính năng an toàn cho cả hai tay, bộ phận bảo vệ cò tròn. Tuy nhiên, thiết kế này sớm được thay thế bằng nút nhả ở chân đế của bộ phận bảo vệ cò súng, vị trí bắt ổ đạn phổ biến nhất trong ngành hiện tại. Tuy nhiên, các tạp chí hậu mãi cho Taurus PT92 / Beretta 92 thường bị cắt giảm cho cả hai lần phát hành. Những chiếc PT92 và PT99 đời đầu không có bộ giải mã vị trí an toàn thứ ba hiện là tiêu chuẩn; Tính năng này đã được thêm vào các mô hình thế hệ thứ hai vào đầu những năm 1990, cũng bao gồm các điểm ngắm ba chấm trên Beretta 92F. Lần sửa đổi thứ ba vào cuối những năm 90 đã thay đổi thiết kế tay cầm và rãnh trượt (hiện có răng cưa rộng hơn so với PT92 được sản xuất trước năm 1997). Gần đây hơn (kể từ năm 2005), Taurus đã bắt đầu sản xuất PT92 với móc bảo vệ cò súng dày hơn và thanh ray phụ tích hợp trên khung, một tính năng được tìm thấy trên Beretta M9A1 mới hơn, một bản nâng cấp quân sự của Beretta 92 từ đó PT92 có nguồn gốc. Trong khi các ổ đạn 15 viên là tiêu chuẩn cho PT92 trong nhiều năm, Taurus hiện đã sản xuất các ổ đạn 17 viên cho súng để cung cấp cho nó hỏa lực tương đương với Glock 17 và các ổ đạn 30 viên hậu mãi cũng có sẵn. Mặc dù có nhiều thay đổi về thiết kế, nhưng Taurus PT92 vẫn giữ nhiều yếu tố thiết kế từ Beretta 92 nguyên bản, chẳng hạn như hình dáng của cò súng. Các phiên bản khác của PT92 bao gồm PT99, có tầm nhìn phía sau có thể điều chỉnh và tầm nhìn phía trước cao hơn, PT92C nhỏ gọn và PT100 và PT101, tương ứng là phiên bản.40 S&W của PT92 và PT99. [2]

## Các biến thể

### 7.65mm (.32 auto)
PT57, được mô tả là "em trai" của PT92, PT57 có khoảng .32 ACP (tự động) và chứa 12 cộng 1 viên đạn.

### .380 ACP
PT58, kiểu máy nhỏ gọn có kích thước .380 ACP và có công suất 19 + 1.

### 9mm Parabellum
PT92, bản hoàn thiện có màu xanh lam, tay cầm bằng gỗ cứng hoặc nhựa đen, điểm ngắm cố định ba chấm.
PT92AF, khung hợp kim nhẹ, thùng năm inch, tay cầm bằng gỗ cứng hoặc nhựa đen, điểm ngắm cố định ba chấm. Có sẵn các tạp chí nhà máy 10, 15 hoặc 17 vòng. (A = đòn bẩy an toàn thuận cả hai tay; F = chốt khóa kích hoạt.)
PT92AFS, khung hợp kim nhẹ, thanh trượt bằng thép không gỉ được đánh bóng, bộ tháo lắp, thanh ray phụ kiện gắn khung, thùng năm inch, tay cầm bằng gỗ cứng, điểm tham quan cố định ba chấm. Tạp chí 17 vòng. (A = đòn bẩy an toàn thuận cả hai tay; F = chốt khóa bắn; S = Phiên bản không gỉ.)
PT92SS, chế tạo bằng thép không gỉ, bảng điều khiển bằng cao su đen ca rô, điểm ngắm cố định ba chấm. Có sẵn tạp chí nhà máy 10, 15 và 17 vòng.
PT92C, kiểu máy nhỏ gọn với nòng 4 inch, tay cầm bằng gỗ cứng hoặc nhựa đen, điểm ngắm cố định ba chấm. 12 tạp chí nhà máy có sẵn.
PT99, chế tạo bằng niken xanh hoặc satin, tay nắm bằng gỗ cứng hoặc nhựa đen, có thể điều chỉnh tầm nhìn phía sau. Tất cả các biến thể PT99 đều tương thích với tạp chí PT92.
PT99AF, cũng thiết kế bằng niken xanh hoặc satin, tay nắm bằng gỗ cứng hoặc nhựa đen, khung hợp kim nhẹ, nòng 4,75 inch, tầm nhìn phía sau có thể điều chỉnh.
PT917C, phiên bản nhỏ gọn với nòng 4 inch, màu xanh lam, khung hợp kim, điểm tham quan cố định ba chấm. Có sẵn tạp chí nhà máy 17 và 19. Băng đạn 19 vòng kéo dài một inch dưới báng súng.
PT917CS, Phiên bản nhỏ gọn với nòng 4 inch, chế tạo bằng thép không gỉ, khung hợp kim, điểm ngắm cố định ba chấm. Có sẵn tạp chí nhà máy 17 và 19. Băng đạn 19 vòng kéo dài một inch dưới báng súng. Nó xuất xưởng với cả băng đạn nhà máy 17 và 19 vòng.